# Euaresta bellula
Euaresta bellula är en tvåvingeart som beskrevs av Snow 1894. Euaresta bellula ingår i släktet Euaresta och familjen borrflugor. Inga underarter finns listade i Catalogue of Life.